# Sextus Pomponius
Sextus Pomponius, Sekstus Pomponiusz (żył w II w. n.e.) – prawnik rzymski z czasów Hadriana i Antoninusa Piusa. Należał do szkoły Sabinianów. Prawdopodobnie nie piastował stanowisk państwowych, ani nie posiadał prawa do odpowiedzi publicznej. Był czynny jako nauczyciel prawa. Napisał ponad 300 ksiąg, m.in. komentarze ad edictum, ad Quintum Mucium, ad Sabinum, ponadto Epistulae, Senatusconsultorum, Fideicommissorum, a także dzieło Enchiridion, w którym zawarł historię źródeł prawa rzymskiego do swoich czasów i przedstawił rozwój rzymskiej jurysprudencji. Był także autorem monografii.